# Jacob Viner
Jacob Viner (ur. 3 maja 1892 w Montrealu, zm. 12 września 1970 w Chicago) – amerykański ekonomista pochodzenia kanadyjskiego, który wniósł istotny wkład w rozwój teorii kosztu produkcji, gospodarki międzynarodowej oraz historii ekonomii.
W 1914 ukończył McGill University i wkrótce emigrował do Stanów Zjednoczonych, gdzie w 1922 uzyskał doktorat na Uniwersytecie Harvarda. W latach 1925–1946 był profesorem na Uniwersytecie Chicagowskim, a od 1946 do 1960 na Uniwersytecie Princeton (od 1960 profesorem emerytowanym tej uczelni). Początkowo blisko współpracował z F. Taussingiem, który miał istotny wpływ na przedstawioną przez Vinera teorię handlu międzynarodowego.
Uznaniem cieszyły się jego prace z dziedziny teorii kosztów i produkcji, międzynarodowych stosunków gospodarczych i historii myśli ekonomicznej. Opublikował liczne artykuły poświęcone teorii cen i kosztów, zebrane później w dziele The Long View and the Short (1931).
Pierwsze prace Vinera dotyczyły zagadnień handlu zagranicznego (w nawiązaniu do tradycji ricardiańskiej), a zawierały tezy liberalizmu handlowego, m.in. tworzenie unii celnych i obszarów wspólnego rynku.